# 波米尼齊亞河
波米尼齊亞河（烏克蘭語：Помийниця），是烏克蘭的河流，位於該國西部外喀爾巴阡州，流經胡斯特區，屬於巴伊洛瓦河的支流，河道全長27公里，流域面積121平方公里，發源自丘馬利奧沃西南面，河口處在索基爾尼察亞。